# Jewar
Jewar is een nagar panchayat (plaats) in het district Gautam Buddha Nagar van de Indiase staat Uttar Pradesh. 

## Demografie
Volgens de Indiase volkstelling van 2001 wonen er 26.950 mensen in Jewar, waarvan 53% mannelijk en 47% vrouwelijk is. De plaats heeft een alfabetiseringsgraad van 48%. 